# Egidius Ginström
Egidius Konstantin Ginström, född 7 mars 1890 i Dragsfjärd, död 31 maj 1965 i Helsingfors, var en finlandssvensk journalist och fackboksförfattare. Han var chefredaktör för Hufvudstadsbladet 1936–1959.
Ginström blev filosofie kandidat 1916 och anställdes 1919 av Åbo Underrättelser. År 1922 kom han till Hufvudstadsbladet. Som kåsör använde han signaturer Giles och Jack Godeman. Som chefredaktör efterträdde han 1936 Amos Anderson.
Ginström avled 1965 och gravsattes på Dragsfjärds begravningsplats som ligger i anslutning till Dragsfjärds kyrka.